# L (album de Steve Hillage)
Pour les articles homonymes, voir L.
 (octobre 2012).
Si vous disposez d'ouvrages ou d'articles de référence ou si vous connaissez des sites web de qualité traitant du thème abordé ici, merci de compléter l'article en donnant les références utiles à sa vérifiabilité et en les liant à la section « Notes et références ».
Albums de Steve Hillage
Fish Rising
(1975) Motivation Radio
(1977)
L est le second album solo du guitariste Steve Hillage.
Il a été enregistré à New York au studio Secret sound et a été produit par Todd Rundgren, avec les musiciens de son groupe Utopia et d'autres.
La pochette est une photo de Hillage imberbe (il apparait très souvent barbu sur les photos des années 70), éclairé de derrière et tenant sa guitare.
Contrairement à la plupart de ses disques, la moitié des titres sont des reprises. On y retrouve Hurdy Gurdy Man de Donovan, It's All Too Much des Beatles et Om namaha Shivaya de Kesar Singh Nariula et Uma Nanda. Et parmi les titres bonus, on retrouve aussi la chanson Eight Miles High des Byrds.
La musique est similaire à celle du précédent disque, avec de longues pièces où la guitare en écho et les boucles de synthés ont la part belle.

## Classement
Le disque entre dans les charts le 16 octobre 1976 et reste 12 semaines, atteignant la 10e place. C'est celui de Hillage qui aura le plus de succès, devant Motivation Radio et Green, qui seront classés respectivement 28 et 30.
L'album est classé 28e dans la liste des "40 albums cosmique" des magazines Mojo et Q.

## Liste des titres

### Face 1
1. Hurdy Gurdy Man (Donovan) - 6:32
2. Hurdy Gurdy Glissando (Miquette Giraudy, Steve Hillage) - 8:54
3. Electrick Gypsies (Hillage) - 6:24

### Face 2
1. Om Nama Shivaya (Nariula, Kesar Singh) - 3:33
2. Lunar Musick Suite (Giraudy, Hillage) - 11:59
3. It's All Too Much (George Harrison) - 6:26

### Titres bonus de l'édition 2007
1. Eight Miles High (David Crosby, Gene Clark, Roger McGuinn) – 4:34 (inédit, reprise des Byrds)
2. Maui (Miquette Giraudy, Steve Hillage) - 4:41 (version inédite de Palm Trees)
3. Shimmer - (Steve Hillage, Tim Blake) - 3:50

## Musiciens
- Steve Hillage – guitare, guitare synthétiseur, synthés ARP & EMS, Shehnai, chant
- Miquette Giraudy – chœurs
- Roger Powell – Piano, synthétiseurs RMI et Minimoog
- Kasim Sulton – basse
- Don Cherry – trompette, tambourin, Cloches, chœurs
- John Wilcox – batterie
- Larry Karush – tablas
- Sonja Malkine – Vieille à roue

## Production
- Todd Rundgren – producteur, ingénieur
- John Holbrook – ingénieur
- Ken Dolman - Design pochette
- Clayton Kenny - Photographie pochette

## Référence
- Personnel & Production : https://www.discogs.com/fr/Steve-Hillage-L/release/768104